# Dikoleps cutleriana
Dikoleps cutleriana é uma espécie de molusco pertencente à família Skeneidae.
A autoridade científica da espécie é Clark, tendo sido descrita no ano de 1849.
Trata-se de uma espécie presente no território português, incluindo a zona económica exclusiva.